# Eclectism

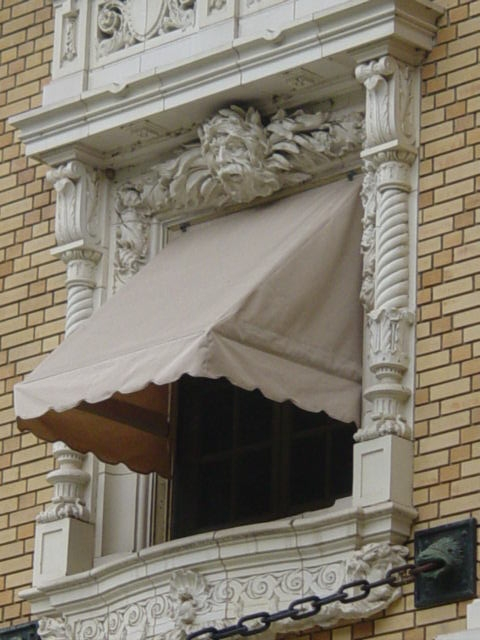
Exemplu de stil eclectic în arhitectură

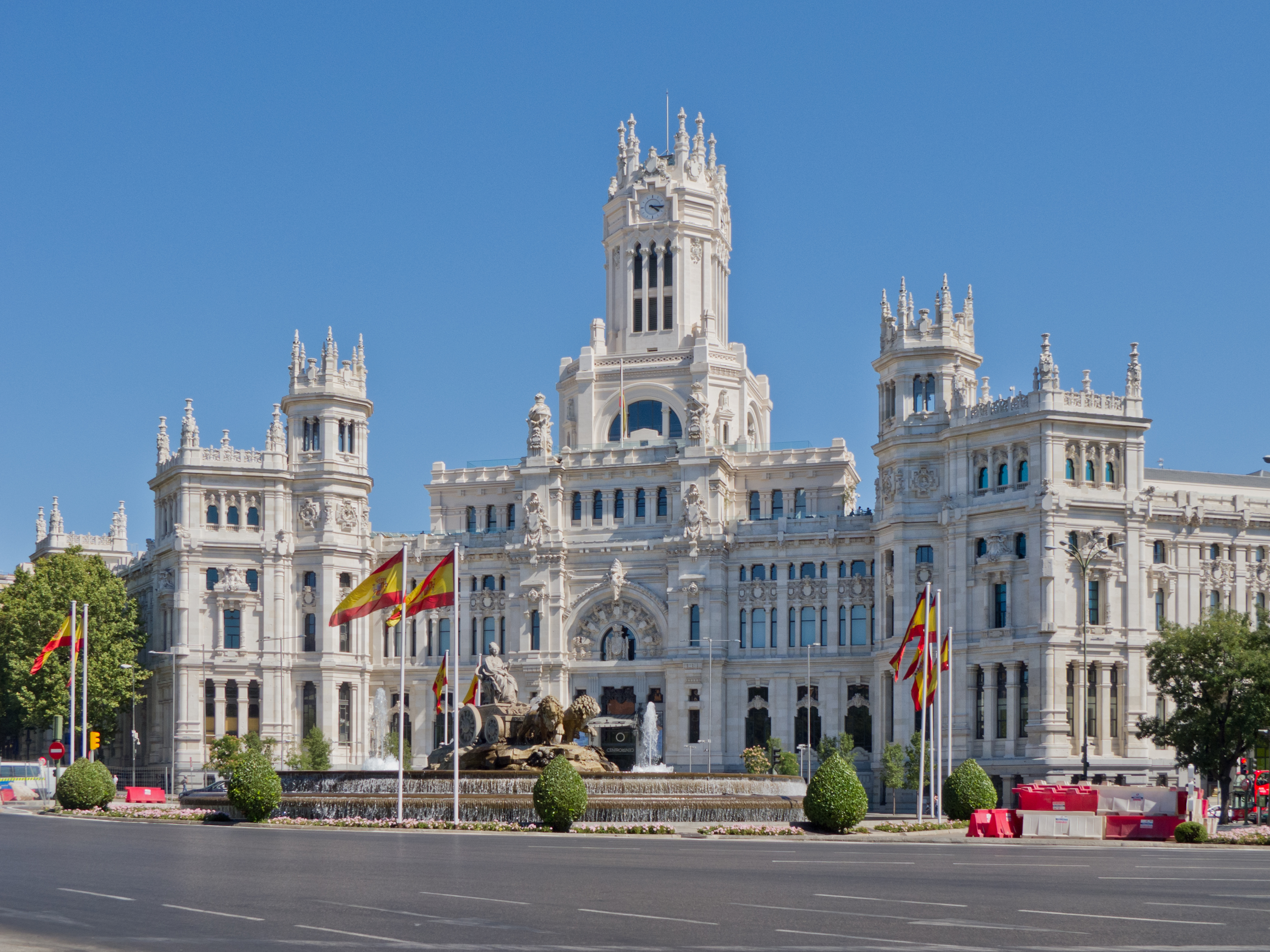
Palacio de Comunicaciones din Madrid

Eclectismul (din greacă = ἐκλεκτός, eklektos, "selectat") este un sistem de gândire neunitar, care alege din diverse sisteme de gândire, stiluri artistice etc. ceea ce i se pare mai bun.
Eclectismul este tipic pentru stilurile de artă europeană de la începutul clasicismului, dar mai ales în istorism. 
În ceea ce privește calitatea artistică trebuie făcuta distincție între imitație și evoluție artistică. Termenul eclectism poate avea o conotatie negativă, în cazul în care artistul, în locul creației proprii, selectează elemente din alte lucrări și le combină într-una nouă. 

## Origine
Termenul era cunoscut deja în Antichitate și a marcat începutul erei noastre. La acea vreme existau diferite școli de filozofie în paralel, iar gânditorii și politicienii erau numiți eclectici, deoarece acestia combinau, între ele, elemente și poziții diferite. Cel mai faimos reprezentant al acestui curent a fost Cicero. El a preluat, în special în etica sa, o mare parte din gândirea stoicistă, dar a inclus și valori susținute de Academia platonică și de școala peripatetică. 

## Arhitectura și arta

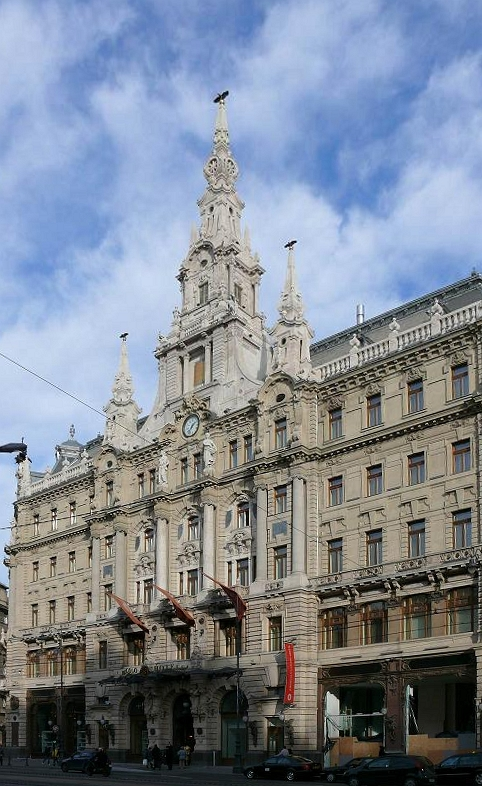
Palatul New York, Budapesta (Ungaria)

Termenul este folosit pentru a descrie combinația de elemente într-o singură lucrare din diverse stiluri istorice, mai ales în arhitectură și implicit, în artele plastice și decorative. Termenul mai este uneori folosit pentru a descrie la varietatea stilistică a arhitecturii secolului 19, după perioada Neoclasicismului (aprox. 1820), deși revirimentul stilurilor din această perioadă, începând cu anii 1870, au fost numit, în general, istorism.

### Arhitectura eclectică în România
Numeroși arhitecți, formați în spiritul eclectismului au realizat în România un număr mare de construcții în acest stil. Exemple de arhitectură eclectică pot fi: Palatul Băncii Naționale (1885) de Cassien Bernard și Albert Galleron, Atheneul Român (1888) de Albert Galleron, Casa de Economii și Consemnațiuni (1900) de Paul Gottereau.

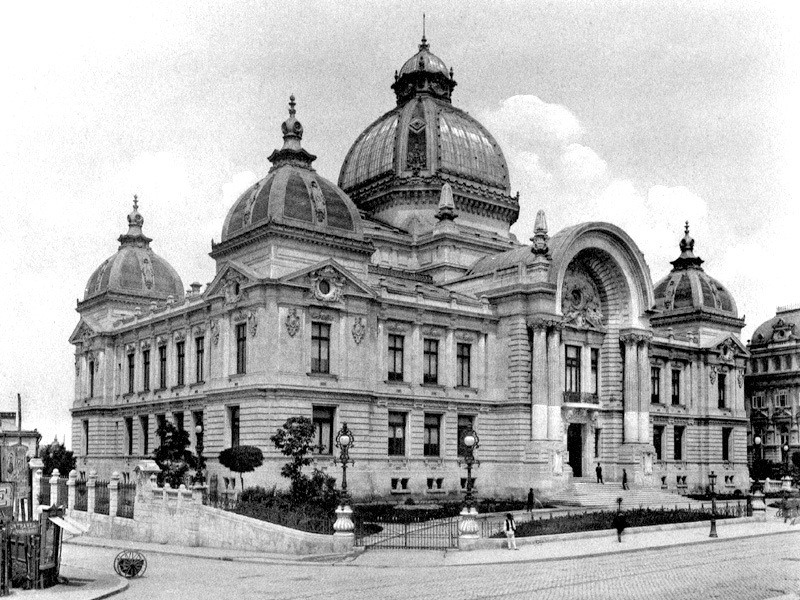
Clădirea Casei de Economii și Consemnațiuni (CEC) din București în jurul anilor 1930.
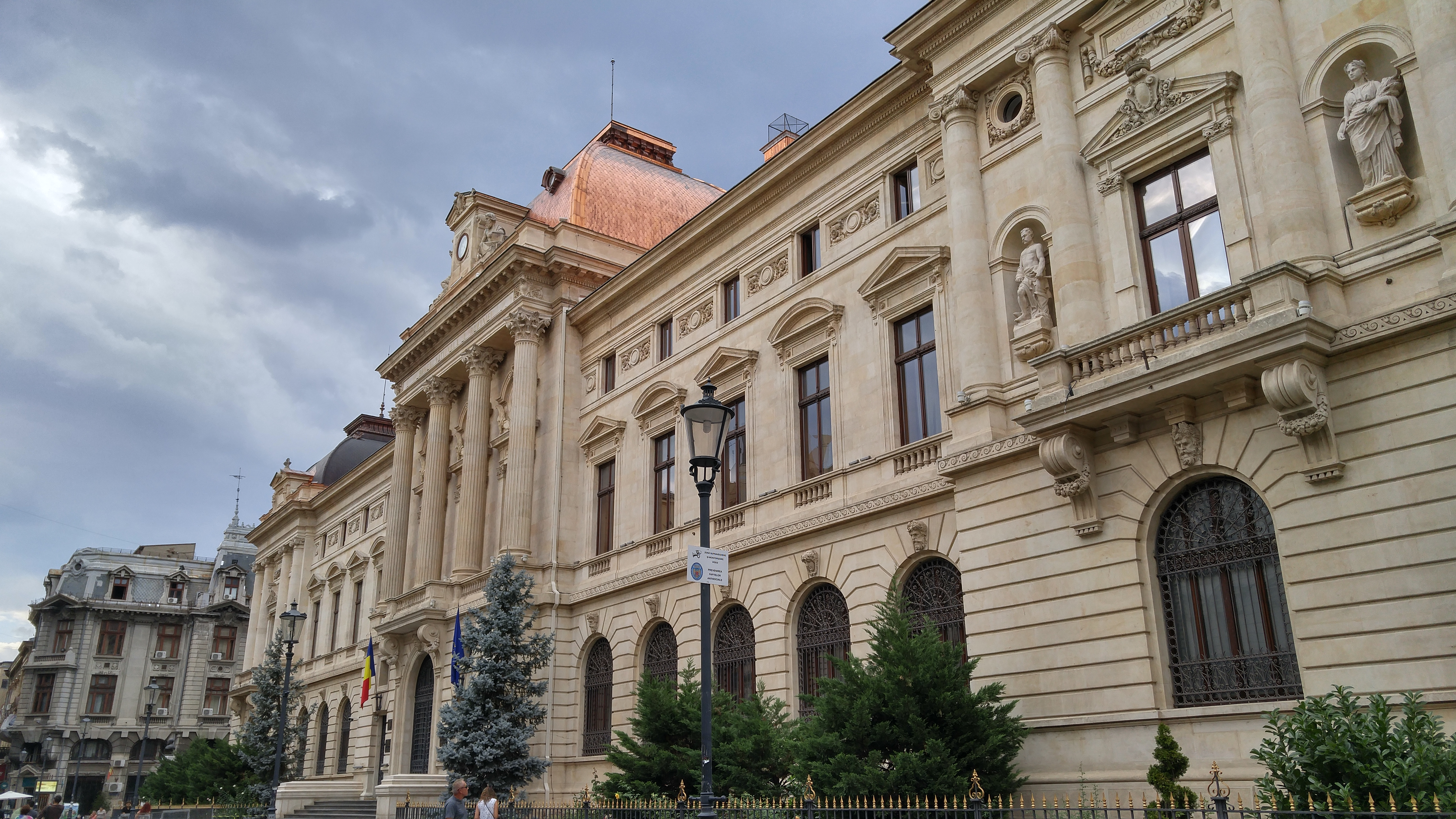
Corpul Vechi al Bancii Naționale a României
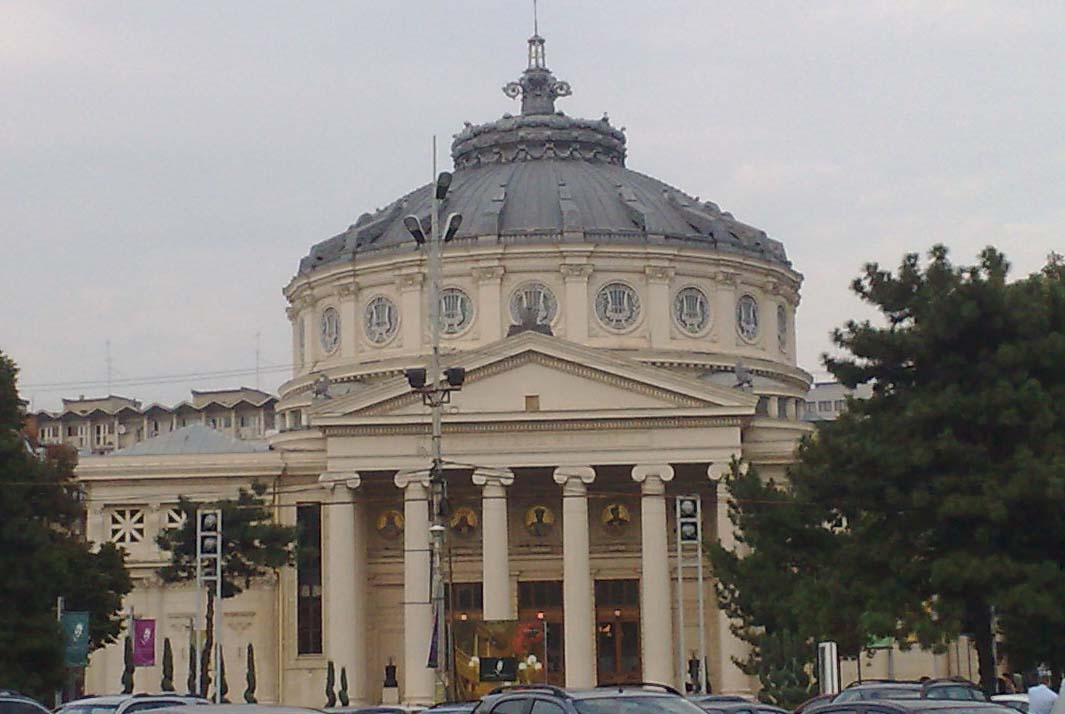
Ateneul român din București, imagine de epocă.

## Științe umaniste
În științele umaniste, termenul caracterizează metoda de a forma, din diferite sisteme, teorii sau ideologii, o unitate nouă. Și în acest caz, termenul este folosit preponderent în sens peiorativ. 

## Religie
În cazul religiilor nu se vorbeste despre ecletism, ci mai degrabă despre sincretism.